# Nangui Abrogoua
Nangui Abrogoua,  né vers 1848 et mort vers 1938 à Abidjan, était le chef des Tchamans (Ebriés), un peuple résidant dans l'actuelle ville d'Abidjan, capitale ivoirienne.
Nangui Abrogoua était un chef terrien vivant sur l'île Boulay, située dans le plan d'eau lagunaire d'Abidjan, mais originaire du village d'Adjamé. Dans les années 1930, les villages ébrié de l’actuelle ville d’Abidjan ont réussi à persuader l’administration coloniale de le nommer au poste de chef supérieur des Ébrié d’Abidjan (au détriment d’Antonin Dioulo, également ébrié mais originaire de Bingerville).
Nangui Abrogoua a joué un rôle important dans les négociations avec les colons français pour défendre les droits terriens du peuple Djemian (aussi appelé Agbou Djemian, Koutoukou Djemian).

## Famille
Nangui Abrogoua était chef de famille, père d'une vingtaine d'enfants et membre de la génération Dougbo. Aujourd'hui encore l'un de ses petits-enfants assure la fonction de chef de la communauté Djemian.

## Hommage
Son nom a été donné à :
- un des grands boulevards d'Abidjan[4]
- l'université d'Abobo-Adjamé[5]
- au lycée moderne d'Adjamé[6]